# Tinga Tinga
Tinga Tinga is een bestuurslaag in het regentschap Buleleng van de provincie Bali, Indonesië. Tinga Tinga telt 4975 inwoners (volkstelling 2010).